# Апостольская префектура Чоко
Апостольская префектура Чоко (лат. Praefectura Apostolica de Chocó) — упразднённая апостольская префектура Римско-Католической Церкви, существовавшая в XX веке в Колумбии.

## История
28 апреля 1908 года Святой Престол учредил апостольскую префектуру Чоко, выделив её из епархии Антиокии (сегодня — Архиепархия Санта-Фе-де-Антиокии). Пастырское попечение апостольской префектурой Чоко было поручено монахам их монашеской конгрегации кларетинов. Юрисдикция апостольской префектуры распространялась на всю территорию департамента Чоко.
14 ноября 1952 года апостольская префектура Чоко передала часть своей территории для образования нового апостольским викариатам Кибдо (сегодня — Епархия Кибдо) и Истмины (сегодня — Епархия Истмины-Тадо).
17 декабря 1952 года апостольская префектура Чоко передала часть своей территории для образования новых епархий Армении и Перейры. В этот же день апостольская префектура Чоко была упразднена.

## Ординарии апостольской префекуры
- священник Francisco Gutiérrez C.M.F.[1] (1912 — 29.04.1930);
- священник Francisco Sanz Pascual C.M.F. (27.02.1931 — 17.12.1952).